# Il Capitano

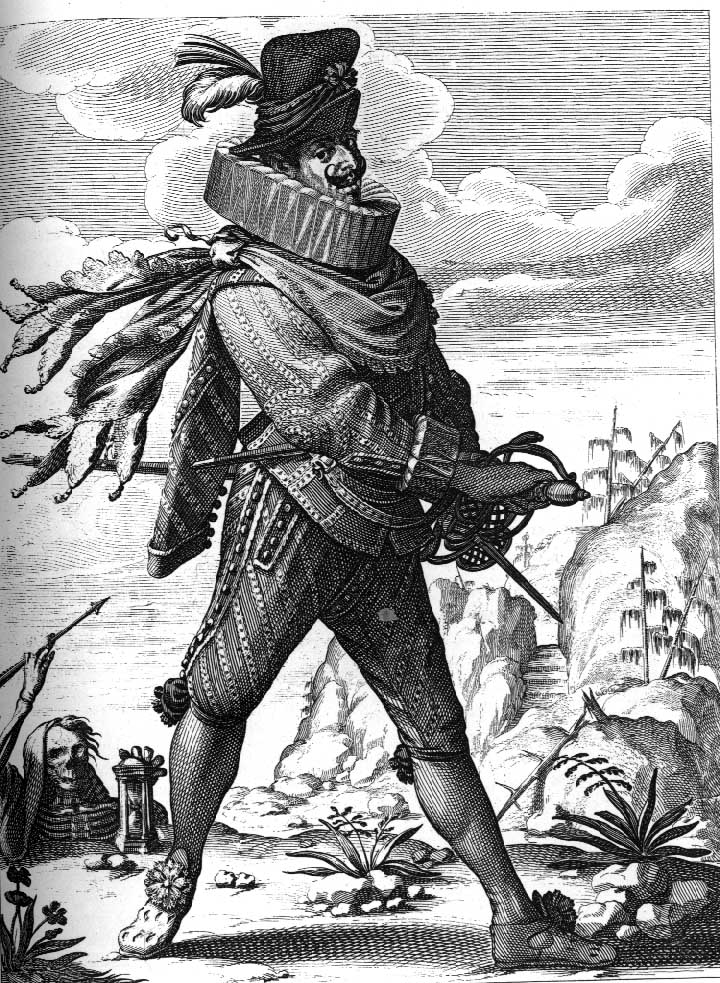
O Capitão usa bravatas e exibições excessivas de masculinidade para esconder sua verdadeira natureza covarde. Gravura de Abraham Bosse.

Il Capitano (pronúncia italiana: [il kapiˈtaːno], "O Capitão") é um dos quatro personagens modelo da commedia dell'arte. Ele provavelmente nunca foi um capitão, mas se apropriou do nome para si mesmo. 

## Características
Ele costuma ser um fanfarrão e um arrogante que pode manter suas reivindicações apenas pelo fato de nenhum dos habitantes locais o conhecer. Ele geralmente é espanhol, dado o fato de que durante a maior parte do final do Renascimento até o século XVII, partes da Itália estavam sob domínio espanhol. Ele provavelmente foi inspirado pelos turbulentos caudilhos ibéricos que contavam histórias fantásticas de suas façanhas na invasão das Américas ou nas guerras com a Alemanha.
Il Capitano costuma falar longamente sobre conquistas inventadas, tanto militaristas quanto carnais, na tentativa de impressionar os outros, mas muitas vezes acaba impressionando apenas a si mesmo. Ele se deixa levar facilmente em seus contos e não percebe quando aqueles ao seu redor não compram sua atuação. Ele seria o primeiro a fugir de toda e qualquer batalha e tem problemas para conversar e estar perto de homens. Ele também é extremamente oportunista e ganancioso. Se contratado por Pantalone para proteger sua filha de seus muitos pretendentes, Capitano iniciará uma guerra de lances por seus serviços ou ajuda entre os pretendentes e Pantalone enquanto a cortejava. Se ele for contratado para lutar contra os turcos, ele se gabará de lutar contra eles até sua última gota de sangue, mas quando os turcos parecerem estar vencendo, ele se juntará a eles. Quando eles forem expulsos, ele mudará de lado novamente e se gabará de sua lealdade e bravura.
Scaramuccia (em italiano), ou Scaramouche (em francês),  foi uma reinvenção do personagem por Tiberio Fiorilli. Ele é mais um homem precipitado e aventureiro do que um fanfarrão, e é inteligente, corajoso e perspicaz, em vez de ignorante, covarde e tolo. Ele também é um bom cantor e músico, e geralmente é representado com um alaúde ou violão. Embora seja um destruidor de corações, ele geralmente ajuda indiretamente ou discretamente os innamorati.

### Máscara

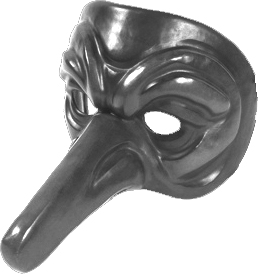
Máscara característica do Il Capitano

Sua máscara é descrita como tendo "um nariz comprido, vezes inequivocamente fálico". Originalmente, a cor da máscara era provavelmente tom de pele, agora pode ser muitas cores extravagantes, como rosa brilhante, amarelo e azul claro. A máscara costuma ter um bigode forte e linhas na sobrancelha que podem ser pretas ou ter um tom roxo/azul.

### Fantasia
Uniforme militar (uma sátira de época). Para retratar os anos de 1500, usa-se um capacete ou chapéu de penas (mom panache), ligas exageradas, espada extraordinariamente longa e uma infinidade de babados. Para os anos de 1600: casaco, calças e ele usava principalmente um mosquete em vez de uma espada.  Em um cenário famoso, o Capitão inventa uma mentira sobre o motivo de sua falta de camiseta, alegando que ficou assim porque "costumava ser um homem extremamente feroz e violento, e quando me irritavam o cabelo que cobre o meu corpo em grande quantidade arrepiava e então esburacava de tal forma a minha camisa que você a teria confundido por uma peneira." A verdadeira razão é que ele se tornou pobre demais para conseguir pagar por uma. Às vezes ele a usa com um capacete ou um chapéu bicorne ou tricórnio com uma enorme pluma. Os personagens espanhóis geralmente usam uma gola grande exagerada.

## Papel
"Penso nele como um pavão que mudou todas as penas da cauda, exceto uma, mas não sabe disso", observa o autor John Rudlin.   Nesse caso, sua covardia costuma ser superada pela fúria de sua paixão, que ele se esforça para demonstrar. Normalmente, no entanto, sua covardia é tanta que, quando um dos personagens o ordena a fazer algo, ele geralmente desiste por medo, mas é capaz de inventar uma desculpa que garante que os outros personagens ainda o vejam como um indivíduo corajoso e feroz. Colombina às vezes o usa para deixar Arlecchino com ciúmes, para grande perplexidade e medo de Capitano.

### Origem
A origem de Capitano vem de 2 fontes literárias: Miles Gloriosus de Plauto e Eunuchus de Terêncio. O primeiro capitão famoso, Capitano Spavento, apareceu em Bravure di Capitan Spaventa de Francesco Andreini. 

### Lazzi
1. Sempre que Capitano vê o público, ele para para ser admirado. [2]
2. Capitano se gaba para Arlecchino sobre sua experiência com as mulheres e então começa a demonstrar em Arlecchino como ele faria amor com uma mulher. [2]
3. Ele acorda e descobre que não é o único na sala. Tem alguém agachado no canto. Ele sacode o punho para a pessoa, a pessoa sacode o punho de volta ao mesmo tempo. Acontece que a pessoa na sala é apenas o reflexo de Capitano em um espelho de corpo inteiro.[13]
4. Quando assustado, muitas vezes ele grita em um falsete alto e feminino, ou então desmaia.

### Posição
Ele fica em uma postura elevada, ocupando o máximo de espaço possível, com as costas retas e o peito projetado para a frente.

### Função no enredo
Ser exposto ou 'desmascarado'. Ele existe para ser despojado de sua confiança excessiva e mostrado em um momento de pânico e humildade. 